# Heinrich Urban
Heinrich Urban (Berlin, 27 août 1837 – Berlin, 24 novembre 1901) est un violoniste et compositeur prussien.

## Carrière
Heinrich Urban naît à Berlin où il étudie avec Ferdinand Laub, Hubert Ries et Richard Hellmann. Il chante à la Königlich Domchor et à la Königlich Kapelle, puis poursuit ses études à Paris. Il travaille ensuite en tant que violoniste, compositeur et professeur de musique. Il sert également en tant que chef de la Berliner Dilettanten Orchester Verein. Ses élèves notables comprennent la claveciniste polonaise Wanda Landowska, le pianiste et compositeur Ignace Jan Paderewski, la compositrice américaine Fannie Charles Dillon, le compositeur Maurice Arnold Strothotte et le musicologue polonais Henryk Opieński.

## Œuvres
Heinrich Urban a écrit des ouvertures, une symphonie et des poèmes symphoniques, un opéra et un concerto pour violon. Il a également écrit de la musique pour soliste, de la musique de chambre pour violon. Parimi ses œuvres :
- Frühling [Printemps], symphonie
- Der Rattenfänger von Hameln, poème symphonique
- Konradin, opéra